# Villamedianilla
Villamedianilla è un comune spagnolo di 12 abitanti situato nella comunità autonoma di Castiglia e León.